# Grand Prix Formule 1 van Zuid-Afrika 1965
De Grand Prix Formule 1 van Zuid-Afrika 1965 werd gehouden op 1 januari op het Prince George Circuit in Oos-Londen. Het was de eerste race van het seizoen. 

## Uitslag
| Pos. | Nr. | Coureur          | Constructeur    | Rondes | Tijd / Oorzaak uitval | Grid | Punten |
| ---- | --- | ---------------- | --------------- | ------ | --------------------- | ---- | ------ |
| 1    | 5   | Jim Clark        | Lotus-Climax    | 85     | 2:06:46.0             | 1    | 9      |
| 2    | 1   | John Surtees     | Ferrari         | 85     | +29,0 s               | 2    | 6      |
| 3    | 3   | Graham Hill      | BRM             | 85     | +31,8 s               | 5    | 4      |
| 4    | 6   | Mike Spence      | Lotus-Climax    | 85     | +54,4 s               | 4    | 3      |
| 5    | 9   | Bruce McLaren    | Cooper-Climax   | 84     | +1 Ronde              | 8    | 2      |
| 6    | 4   | Jackie Stewart   | BRM             | 83     | +2 Rondes             | 11   | 1      |
| 7    | 12  | Jo Siffert       | Brabham-BRM     | 83     | +2 Rondes             | 14   |        |
| 8    | 7   | Jack Brabham     | Brabham-Climax  | 81     | +4 Rondes             | 3    |        |
| 9    | 18  | Paul Hawkins     | Brabham-Ford    | 81     | +4 Rondes             | 16   |        |
| 10   | 20  | Peter de Klerk   | Alfa Romeo      | 79     | +6 Rondes             | 17   |        |
| 11   | 15  | Tony Maggs       | Lotus-BRM       | 77     | +8 Rondes             | 13   |        |
| 12   | 16  | Frank Gardner    | Brabham-BRM     | 75     | +10 Rondes            | 15   |        |
| 13   | 25  | Sam Tingle       | LDS-Alfa Romeo  | 73     | +12 Rondes            | 20   |        |
| 14   | 19  | David Prophet    | Brabham-Ford    | 71     | +14 Rondes            | 19   |        |
| 15   | 2   | Lorenzo Bandini  | Ferrari         | 66     | Ontsteking            | 6    |        |
| NC   | 14  | Bob Anderson     | Brabham-Climax  | 50     | +35 Rondes            | 12   |        |
| NF   | 11  | Jo Bonnier       | Brabham-Climax  | 42     | Koppeling             | 7    |        |
| NF   | 10  | Jochen Rindt     | Cooper-Climax   | 39     | Elektrisch probleem   | 10   |        |
| NF   | 17  | John Love        | Cooper-Climax   | 20     | Aandrijving           | 18   |        |
| NF   | 8   | Dan Gurney       | Brabham-Climax  | 11     | Ontsteking            | 9    |        |
| NQ   | 28  | Trevor Blokdyk   | Cooper-Ford     |        |                       |      |        |
| NQ   | 23  | Neville Lederle  | Lotus-Climax    |        |                       |      |        |
| NQ   | 21  | Doug Serrurier   | LDS-Climax      |        |                       |      |        |
| NQ   | 27  | Brausch Niemann  | Lotus-Ford      |        |                       |      |        |
| NQ   | 22  | Ernie Pieterse   | Lotus-Climax    |        |                       |      |        |
| PQ   | 24  | Clive Puzey      | Lotus-Climax    |        |                       |      |        |
| PQ   | 29  | Jackie Pretorius | LDS-Alfa Romeo  |        |                       |      |        |
| PQ   | 32  | Dave Charlton    | Lotus-Ford      |        |                       |      |        |
| WD   | 26  | Ray Reed         | RE-Alfa Romeo   |        |                       |      |        |
| WD   | 31  | David Clapham    | Cooper-Maserati |        |                       |      |        |
| WD   | 33  | Alex Blignaut    | Cooper-Climax   |        |                       |      |        |

## Statistieken
| Pole-position | Jim Clark | Lotus-Climax | 1:27.2 |
| Snelste ronde | Jim Clark | Lotus-Climax | 1:27.6 |

## Noot
- Dit was het debuut van de Zuid-Afrikaanse coureurs Alex Blignaut, Dave Charlton, David Clapham, Jackie Pretorius, en Brian Raubenheimer; de Rhodesische coureurs Clive Puzey en Ray Reed; de Britse coureur (en toekomstig wereldkampioen) Jackie Stewart en de Australische coureur Paul Hawkins.
- Dit was de 25ste Grand Prix-start voor een Zuid-Afrikaanse coureur.
- Dit was de tweede overwinning van de Grote Prijs van Zuid-Afrika voor Jim Clark, en hiermee vestigde hij een nieuw record.
- Dit was de zesde Grand Slam voor Jim Clark, en daarmee vestigde hij een nieuw record. Hij verbrak hiermee het oude record van Alberto Ascari (5) uit 1953.

1960 · 1960 II · 1961 · 1962 · 1963 · 1965 · 1966 · 1967 · 1968 · 1969 · 1970 · 1971 · 1972 · 1973 · 1974 · 1975 · 1976 · 1977 · 1978 · 1979 · 1980 · 1981 · 1982 · 1983 · 1984 · 1985 · 1992 · 1993
1960 · 1960 II · 1961 · 1962 · 1963 · 1965 · 1966 · 1967 · 1968 · 1969 · 1970 · 1971 · 1972 · 1973 · 1974 · 1975 · 1976 · 1977 · 1978 · 1979 · 1980 · 1981 · 1982 · 1983 · 1984 · 1985 · 1992 · 1993